# احمد ناطق نوری
احمد ناطق نوری (زادهٔ ۱۳۱۶ در روستای اوزکلا، شهرستان نور) سیاستمدار ایرانی است که نمایندگی حوزهٔ انتخابیهٔ شهرستان نور و محمودآباد در مجلس شورای اسلامی در دوره‌های اول، سوم، چهارم، پنجم، ششم، هفتم و هشتم (از انتخابات میان‌دوره‌ای مجلس در سال ۱۳۶۰ که جانشین برادرش عباسعلی ناطق نوری شد تا پایان مجلس هشتم به جز دوره دوم) و ریاست فدراسیون بوکس را از زمان آغاز به کار دوباره این فدراسیون در سال ۱۳۶۸، پس از رفع تعطیلی در جمهوری اسلامی، تا سال ۱۳۹۶ برعهده داشت. وی برادر بزرگ‌تر علی‌اکبر ناطق نوری از شخصیت‌های محوری جناح محافظه‌کار ایران است. فرزند وی حمیدرضا ناطق نوری فارغ‌التحصیل از دانشگاه اسکس انگلستان و استاد دانشکده علوم سیاسی واحد تهران مرکز، دیپلمات و سفیر منتخب ایران در بلغارستان بود که پیش از اعزام از این سمت انصراف داد.
وی در سال ۱۳۸۴ ریاست هیئت مدیره شرکت امدادخودرو سایپا را نیز بر عهده گرفت.